# 우리들에게 날개는 없다 ~Prelude~
우리들에게 날개는 없다 ~Prelude~(일본어: 俺たちに翼はない~Prelude~ 오레타치니츠바사와나이~프렐루드~[*])는 2008년 6월 28일에 발매된 일본의 게임회사 Navel의 작품이다. 당시 제작중이던 「우리들에게 날개는 없다」의 세계관을 보기 위한 전주곡으로 볼 수 있다.

## 개요
당초, 「우리들에게 날개는 없다」가 2008년 6월 28일에 발매 예정이었지만, 제작의 완성도를 높이기 위해 2009년 1월 30일로 발매일이 연기되었기 때문에, 그 대신 이 작품이 발매되었다.
6월 28일을 발매일로 정한 이유는 , 본작품의 메인 스탭인 오쟈쿠손, 니시마타 아오이, 앗쵸리케 등이 일찍이 제작에 참여한 「그것은 흩날리는 벚꽃처럼」(BasiL)의 발매일에 맞추었기 때문이라고 한다.
본편의 1년전을 무대로 한 Prelude 시나리오는 모두 하루에 일어난 사건이며, 본편에는 수록되어 있지 않다.
Limited Edition의 특전으로서 「우리들에게 날개는 없다」의 설정 자료나 지금까지 발표된 오피셜 상품 일러스트, 판촉 일러스트등을 수록한, 올 컬러 일러스트집인 「오리지널 비주얼 콜렉션」이 붙어 있다.

## 스토리
평범한 사람들이 살아가는 도시 '야나기하라(柳木原)'. 여느 번화가와 크게 다를 것이 없는 이 도시에서, 같은 하늘 아래에서, 여러 사람의 이야기가 태어나고 있다.

### 어느날의 아스카
본편 「하네다 타카시」편의 메인 히로인인 와타라이 아스카의 시점에서 본 하루.
지갑을 집에 두고 온 아스카는, 낮이 되어서도 돈을 빌리지 못하여 공복인 상태로 거리를 돌아다닌다.

### 어느날의 미야코
본편 「하네다 타카시」편의 서브 히로인인 야마시나 미야코의 시점에서 본 하루.
미야코는 언제나 학교에 가지 않고, 집에서 자고있었다. 오늘은 기분이 좋아서 학교에 가기로 하는데...

### 어느날의 미사키
본편에는 비중이 거의 없는 하야시다 미사키의 시점에서 본 하루.
아침에 미사키는 전차 안에서 동경하던 선배인 하네다 타카시에 옆에 붙어 갈 수 있었기에 행복한 상태인데...

### 치토세 슈스케편 프롤로그
본편 「치토세 슈스케」편의 프롤로그.
프리 아르바이터인 슈스케는, 단골 레스토랑 알렉산더의 지배인인 카루베 카루오의 부탁에 의해. 미팅을 열게 되었다. 참석자는 알렉산더의 웨이트리스인 모치즈키 키나코, 히노 에리코, 그리고 1년 전에 알렉산더에서 일하던 타마이즈미 히요코였다.

### 나리타 하야토편 프롤로그
본편 「나리타 하야토」편의 프롤로그.
심부름센터로서 움직이던 하야토에게, 이동식 크레이프 가게의 주인인 카스가 하루에가 소개한건 오토리 나루였다. 나루는 사용하던 자전거를 잃어버렸기에, 찾고 있다고 했다.

### 어느날의 카루오
양식 레스토랑 알렉산더의 지배인인 카루베 카루오의 시점에서 본 하루.
크리스마스가 가까워져 바쁜데 스태프의 대부분이 휴가를 내버려, 여성은 키나코와 에리코 뿐이다. 어쩔 수 없이 카루오가 부른 두 사람은, 카스가 하루에와 요네다 유우였다.

### 부루부루 극장
Navel의 브랜드 캐릭터인 Navel Girls (네이블 걸스)의 시트라스, 미네오라 탄젤로, 폰칸이 등장하고, 이 작품의 진행을 하거나 본편의 매력에 대해 설명하는.... 만담이다. 총 4번 수록되어있다.

## 등장인물
하네다 타카시 (羽田鷹志)
성우:川椰桜 / 시모노 히로
본편 「하네다 타카시 편」의 주인공. 수험이 임박한 고3으로 좋게 말하면 냉정하고, 나쁘게 말하면 자기부정적. 타인과의 교류를 피하는 건 아니지만, 자신이 나서서 친구들 사이에 끼는 적극성은 없다.
「어느날의 아스카」 시점에서는 2학년 A반의 학급위원. 1학년때부터 와타라이 아스카와 교제했지만 정작 서로 대화를 주고받은 적은 거의 없다. 반의 거의 모두와 거리를 두고있고, 무엇을 해도 웃어넘길 수 있는 마음이 넓은 인물이라고, 아스카는 생각하고 있다.
와타라이 아스카 (渡来明日香)
성우:모리야 미소노 / 요시다 마유미
학교 제일이라고 평가받는 미모와 대인 관계의 좋음으로 인해, 모든 남학생의 우상으로 군림하는 미소라 학원의 프린세스. 하지만 실제로는 사교를 싫어하고 타산적인 일명 “가짜 아이돌”이다.
「어느날의 아스카」시점에서는 2학년 A반으로 미화 위원. 맨션에 독신 생활. 1해의 무렵부터 하네다 타카시와 교제하고 있지만, 실제로는 거의 이야기를 했던 적이 없고, 주위로부터도 실질적으로는 솔로 상태라고 생각하고 있다.
야마시나 미야코 (山科京)
성우:타나카 리오 / 타카구치 유키코
「어느날의 미야코」 시점에서는 2학년 A반으로 아스카의 클래스메이트. 겁쟁이에 내성적인 성격. 아스카와 같은 반이다. 몸이 약해 학교를 쉴 때가 많아서, 존재감이 별로 없다. 근성이 어둡고 비관적이지만, 때때로 발작이라도 한 듯이 다른 사람을 상대하고 싶어할 때가 있다. 인디 락 밴드인 락버드의 라이브에 다니며, 팬 사이트에서는 즉흥 가사를 올리고 있다.
하야시다 미사키 (林田美咲)
성우:토노 소요기 / 오카지마 타에
「어느날의 미사키」 시점에서는 1학년 B반, 다도부, 좋게 말하면 솔직하고 순정하며, 나쁘게 말하면 단순하고 겁쟁이. 확대 해석이 심하고 너무 생각해서 선의의 행동이 나쁜 결과가 되는 타입. 가족이나 친구 앞에서는 활발하게 떠들지만 학교에서는 앞으로 별로 나서고 싶어하지 않는, 눈에 띄지 않는 타입. 같은 반의 타마이즈미 히요코와 친하다.
타마이즈미 히요코 (玉泉日和子)
성우:고교 나즈나 / 오노 료코
「어느날의 미사키」 시점에서는 1학년 B반. 본편 「치토세 슈스케」편의 메인 히로인. 고지식에 꼼꼼하고 시원한 성격의 소유자로, 장래희망은 소설가. 보통은 밝고 예의가 바르지만 생각이 딱딱해 융통성 없는 면도 있고, 감정이 표정에 잘 드러난다. 제복이 귀엽다고 소문이 난 레스토랑 「알렉산더」에서 아르바이트 중이다. 지독한 근시에다 난시인 탓에 공부나 독서를 할 때는 안경을 쓰지만, 사람 앞에 나설 때는 안경을 벗는다. 상대의 얼굴을 보면 말이 안 나오는 겁쟁이인 듯하다.
오토리 나루 (鳳鳴)
성우:토노 란 / 고토 유코
본편 「나리타 하야토」편의 메인 히로인. 마이페이스의 성격과 가벼운 언동으로, 주위에서는 종잡을 수 없는 성격이라고 한다. 말이 빠르지만 적당히 어절을 나누고 말끝을 당기는 등, 특징적인 입버릇을 가졌다. 성적은 좋지만, 유니크한 행동을 많이 해서 오히려 바보같아 보인다. 그 웃음 나오는 행동이 원래 순진한 것인지 계산된 것인지는 구별하기 어렵다. 본인은 본래 그렇다고 주장하지만, 6:4 정도로 나뉜 것으로 보인다.
하네다 코바토 (羽田小鳩)
성우:미나세가와 유이 / 마타요시 아이
본편의 메인 히로인. 공부를 좋아하고 말귀도 좋은 데다 솔선해서 집안일을 돕는다. 하지만 실패도 많다. 기본적으로는 순진하고 순수하고 천진난만한 소녀이다. 하지만 낯을 많이 가린다.  어렸을 적에는 오빠를 매우 좋아해서, 장래에 오빠의 신부가 되고 싶다고 생각했던 적도 있다. 지금은 비밀인 듯.
치토세 슈스케 (千歳鷲介)
성우:이즈미 키쿠노스케 / 미우라 히로아키
본편 「치토세 슈스케」편의 주인공. 등록제 아르바이트 등으로 매일을 제멋대로 사는 프리 아르바이터. 작중 레스토랑 「알렉산더」에서 아르바이트를 하게 된다.
나리타 하야토 (成田隼人)
성우: 縦溝精史 / 스와베 쥰이치
본편 「나리타 하야토」편의 주인공. 육체노동 같은 일로 돈을 버는, 떠돌이같은 청년. 하드보일드를 동경하고 있지만 어딘가 자세가 잡히지 않는, 믿음 가지 않는 반쯤 미남.
모치즈키 키나코 (望月紀奈子)
성우:우에다 하루코 / 타카하시 치아키
본편 「치토세 슈스케」편의 서브 히로인. 재수중인 예비 학생. 학력이 낮으면서도 지망 학교의 레벨이 높다. 수험 공부와 동시에, 수험료를 벌기 위해 레스토랑 「알렉산더」에서 아르바이트에 힘쓰고 있다. 명랑하고 마이페이스이며 낙천적인 성격으로 기본적으로는 성실하고 온화하지만 주위에 이상한 사람들이 많은 알렉산더에서 애교도 보이는 붙임성도 동시에 지니고 있다.
히노 에리코 (日野英里子)
성우:하루나 유미
본편 「치토세 슈스케」편의 서브 히로인. 레스토랑 「알렉산더」에서 웨이트리스로 아르바이트 중. 같은 직장의 히요코와는 사이가 나쁜 지, 충돌할 때가 많다. 말하고 싶은 건 말하는 성격에다, 말버릇도 심하게 난폭하다. 하지만 무드 메이커이기도 하다. 덜렁대는 성격에 귀찮아하는 면이 있지만 의외로 성실하고 노력가인 면도 있다.

## 노래
- Sky Sanctuary
  - 작곡:앗쵸리케 작사:니시마타 아오이 노래:하시모토 미유키

## 같이 보기
- Navel - 제작사
- 우리들에게 날개는 없다 - 본편
- 우리들에게 날개는 없다 After Story - 본편의 후일담